# Metamenophra delineata
Metamenophra delineata är en fjärilsart som beskrevs av Walker 1860. Metamenophra delineata ingår i släktet Metamenophra och familjen mätare. Inga underarter finns listade i Catalogue of Life.